# حقل السفانية
يقع حقل السفانية في مياه الخليج العربي على بعد نحو 265 كيلومترا شمال مقرات شركة أرامكو في الظهران. ويصل إنتاجه إلى أكثر من 1.2 مليون برميل في اليوم، وهو أكبر حقل نفطي مغمور تحت الماء في العالم، تصل مساحته إلى 50 كيلو مترا طولا و15 كيلو مترا عرضا. تم اكتشاف الحقل في عام 1951م، وتديره أرامكو السعودية. ويعود سبب تسميته بهذا الاسم نسبةً إلى اسم مدينة السفانية المطلة على الخليج العربي والذي يقع بالقرب منها حقل السفانية.

## تاريخ الحقل
بدأت أعمال التنقيب عن حقل السفانية في عام 1939م، بواسطة الجيوفيزيائي في شركة النفط العربية الأمريكية أرامكو دك كير، عندما كتب إلى جانبه وعلى خريطة المنطقة «منطقة مرتفعة محتملة في المياه المغمورة»، وكانت المنطقة المرتفعة فعلا تمثل مكمن زيت على عمق آلاف الأقدام في باطن الأرض. وفي الواقع، أصبحت هذه المنطقة لاحقا أكبر مكمن زيت يتم اكتشافه على الإطلاق في المنطقة المغمورة.
وبعد الحرب العالمية الثانية وبعد زيادة سهولة حفر آبار الزيت في السعودية، ازدهر إنتاج الزيت، ولكن الحفر في المنطقة المغمورة، بخلاف الحفر على اليابسة، شكل مجموعة من التحديات المختلفة جدا. كان حفر آبار الزيت في المناطق المغمورة في العقد الرابع من القرن العشرين تطورا حديثا نوعا ما، وعلى المستوى الدولي بدأت أول منصة بحرية في العالم العمل في عام 1938 في الولايات المتحدة. ولكن لا تزال التكنولوجيا حديثة جدا، إضافة إلى أمواج الخليج العالية التي شكلت خطورة على أعمال التنقيب، وفي عام 1949 أطلقت إحدى فرق التنقيب برنامجا رائدا لتسجيل الاهتزازات على سواحل المملكة وفي مياهها الإقليمية، ليسهل أعمال التنقيب، ويواصلوا الحفر خلال العامين التاليين، وفي 15 أغسطس 1951، حصلت السفانية على تدفق للنفط من جهاز حفر تابع لأرامكو بكميات تجارية. ولكن كانت هناك شكوك حول جودة الزيت المنتج. وكان ما يميز حقل السفانية أن إنتاج النفط في الحقل كان من منطقة البحرين الجيولوجية الأكثر ضحالة.
وكشفت أرامكو في تقرير مراجعتها السنوية للأعمال لعام 1954، عن قيامها بإنشاء المرافق لبدء الإنتاج من حقل السفانية في عام 1957. وبدأ الإنتاج من حقل السفانية حسب الجدول المقرر في منتصف أبريل 1957. وقد شكل الزيت في ذلك العام 22 في المائة من الاستهلاك الإجمالي للطاقة في أوروبا الغربية، أي ما يصل إلى أكثر من 2.5 مليون برميل في اليوم.